# 伏石駅
伏石駅（ふせいしえき）は、香川県高松市太田下町にある、高松琴平電気鉄道（ことでん）琴平線の駅である。駅番号はK04A。
IruCa取り扱い窓口・IruCa定期券窓口があり、高松琴平電気鉄道では2つ目の高架駅である。

## 概要
近隣のバス路線再編を含めた交通結節点としての駅設置が企図され、高松市総合都市交通計画推進協議会が事業主体となっている。駅舎整備の概算事業費は9.5億円である。
当駅は太田下町に所在するが、既存の太田駅（太田上町所在）との混同を防ぐため、太田下町の東側に位置する伏石町から命名した。2021年11月6日には駅東側に駅前広場がグランドオープンし、ことでんバスのレインボー循環バス・伏石駅サンメッセ線と、高速バスの高徳エクスプレス（大川自動車・四国高速バス）が、2022年4月1日からはことでんバスの鹿角線・高松西高線が併設されたバスターミナルに乗り入れを開始した。

## 歴史
2016年3月当初、2016年度に基本計画を策定して翌2017年から約2年をかけて駅舎整備を実施する予定だった。
- 2019年（令和元年）11月1日：駅名が決定する[7]。
- 2020年（令和2年）11月28日：開業[2]。
- 2021年（令和3年）
  - 4月1日：南口の供用を開始[8]。
  - 11月6日：駅前広場が供用開始[5]。

## 駅構造
相対式ホーム2面2線を持つ高架駅。なお有人駅ではあるがホームの構造上乗車券の集札に関しては乗務員による対応を行っている。

### のりば
| 番線 | 路線    | 方向 | 行先                             |
| ---- | ------- | ---- | -------------------------------- |
| 1    | ■琴平線 | 上り | 瓦町・高松築港方面               |
| 2    | ■琴平線 | 下り | 仏生山・一宮・滝宮・琴電琴平方面 |

### 設備
1階は中央南寄りを国道11号高松東バイパスで隔てられている。北側の駅舎に中央口と北口があり、待合室、飲み物の自動販売機、多目的トイレ、自動券売機、エレベーター、IruCa取り扱い窓口・IruCa定期券窓口が設置され、IruCaおよびIruCa定期券に関する手続きが行える。この窓口では改札業務を行わない。IruCa取り扱い窓口正面向かいと待合室に琴電で初めてとなる液晶式発車標が設置されている。南口側は自動券売機のみ設置される。
2階は4両編成対応のホームと、ICカード専用簡易型自動改札機、エレベーター、LED発車標、安全確認・乗り遅れ防止を目的とする監視モニターが設置されている。ホームの設置位置は線路勾配の位置を勘案した結果、国道11号バイパス南端から北に道路を跨いで設置され、南北に出入口が設けられている。なお、当駅を含む区間は複線化事業もあわせて実施されている。
2020年11月28日の開業時点では駅前広場が未完成だったため、北口が先行で開放され、2021年4月1日より南口も開放された。(ただし、南口ロータリーが工事中だった為、当時は裏道から駐輪場経由での出入りで、さぬき夢街道側の中央口は工事中の為、引き続き利用できなかった)。2021年11月6日より駅前広場が完成した。

## 利用状況
移動等円滑化取組報告書によると2022年の一日当たりの利用者数は2404人である。コロナ禍でも利用者数は年々増加している。
| 1日乗降人員推移 | 1日乗降人員推移 |
| 年度            | 1日平均人数     |
| --------------- | --------------- |
| 2020年          | 1,022           |
| 2021年          | 1,420           |
| 2022年          | 2,404           |

## 駅周辺
当地には2019年1月20日（返却最終日。閉店日は貸出・販売最終日の同年1月8日付）までゲオ高松東バイパス店があり、建物解体の後、埋蔵文化財調査に同年いっぱいかかったため、本体工事に入ったのは2020年に入ってからとなった。
広場にはバスバース（高速バス用・路線バス用それぞれ2台分）・タクシーベイ（2台分）・駐輪場および送迎用駐車場（2台分）が設置されているほか、駐輪場や駐車場は高架下など他の場所にも設置されている。駅前広場の整備事業費は11.5億円で、負担割合は国55%・市45%である。
- 国道11号高松東バイパス（さぬき夢街道）
- 香川県道280号高松香川線
- 香川県道43号中徳三谷高松線別線（伏石街道）
- 高松市道朝日町仏生山線（サン・フラワー通り）
- ベルコシティホール太田
- Honda Cars香川高松太田店
同店の前にショッピング・レインボー循環バス「ホンダカーズ香川高松太田店前」（路線開設当初は「ホンダクリオ前」）バス停があった。駅前広場供用開始に伴い11月6日（営業最終日）限りで廃止。
- 香川ダイハツモータース高松太田店
同店の前にショッピング・レインボー循環バス「香川ダイハツモータース高松太田店前」バス停があった。駅前広場供用開始に伴い11月6日（営業最終日）限りで廃止。
- 高松市立太田小学校
- 高松市立太田南小学校
- 高松市立太田中学校
- 香川銀行三条支店
- 高松伏石郵便局
- オリックスレンタカー高松フラワー通り店 - 旧ジャパレン店舗。
- ドン・キホーテ パウ高松店
- ニトリ高松田村店

## バス路線
高徳エクスプレスは大川自動車・四国高速バス・徳島バスが運行。ハローブリッジ号は四国高速バス・西東京バスが運行。それ以外はことでんバスが運行。
高松市南部の交通結節点を目指して多くの乗り場が設けられたが、高速バスは共同運行相手であるジェイアール四国バスや県外事業者の理解を得られなかったため、高徳エクスプレス以外の停車は実現せず、2023年11月に松山線と高知線が経路変更で通らなくなったことでこの構想は事実上霧散した。ただし、2024年12月20日よりハローブリッジ号が新たに停車を開始した。
- 1番のりば
  - レインボー循環バス：西廻り
  - 鹿角線：ことでん伏石駅経由
- 2番のりば
  - 伏石駅サンメッセ線
  - 高松西高線
- 3・4・9番のりば
  - 高徳エクスプレス
  - ハローブリッジ号 (3番のりば)
- 12番のりば
  - レインボー循環バス：東廻り
  - 鹿角線：ことでん伏石駅経由

## 隣の駅
高松琴平電気鉄道
■琴平線
三条駅（K04） - 伏石駅（K04A） - 太田駅（K05）

## 画像

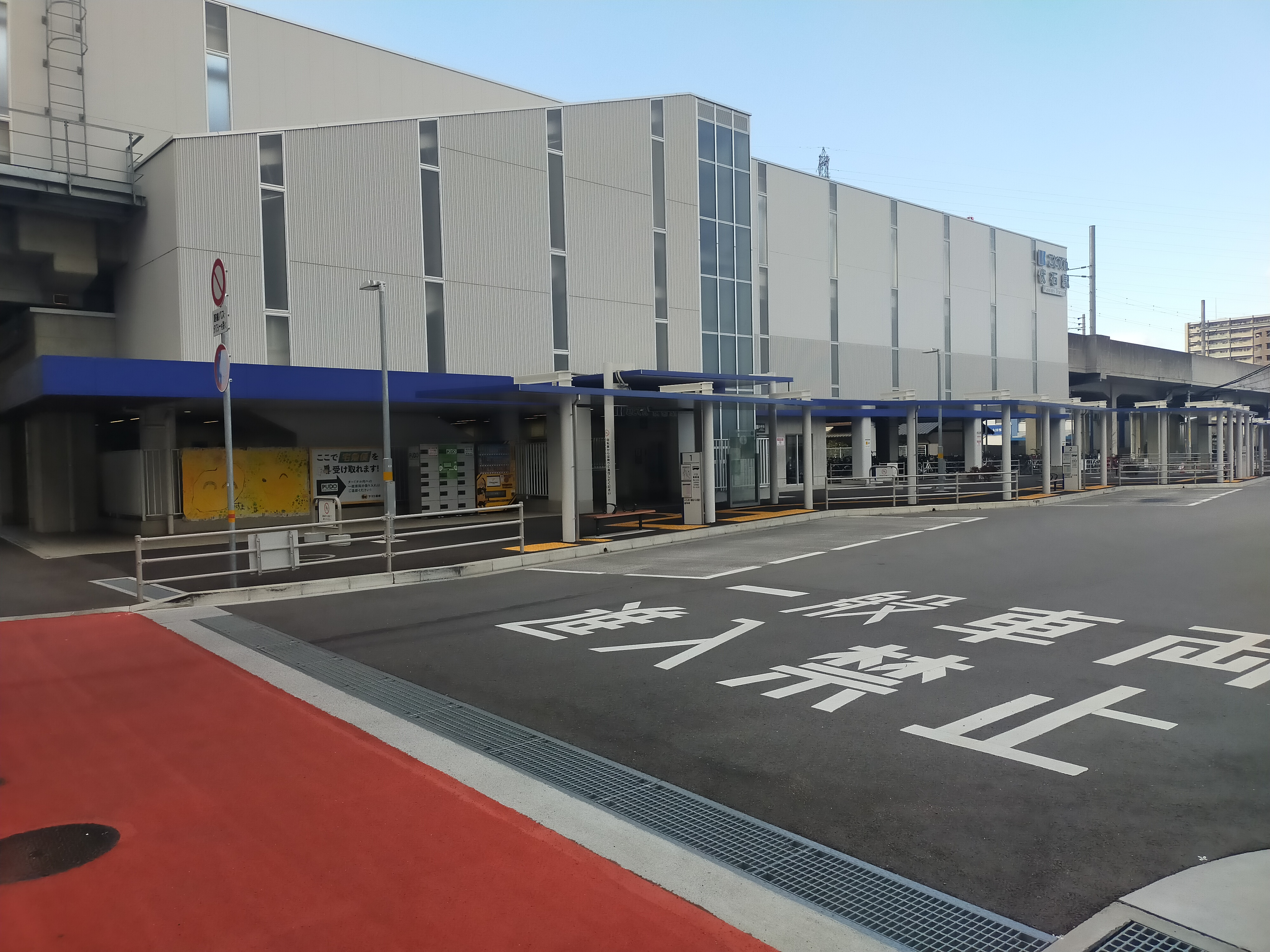
全景
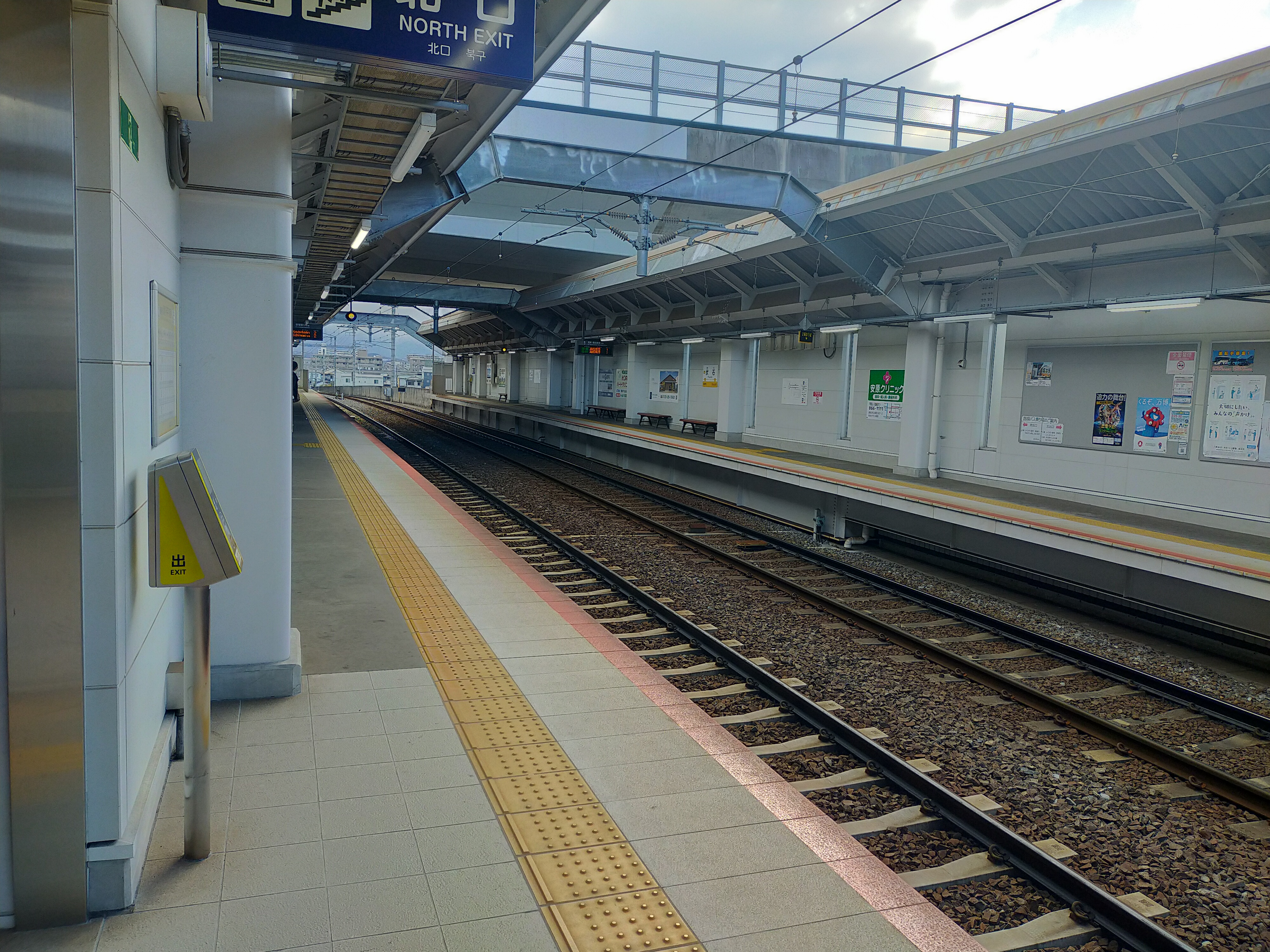
ホーム
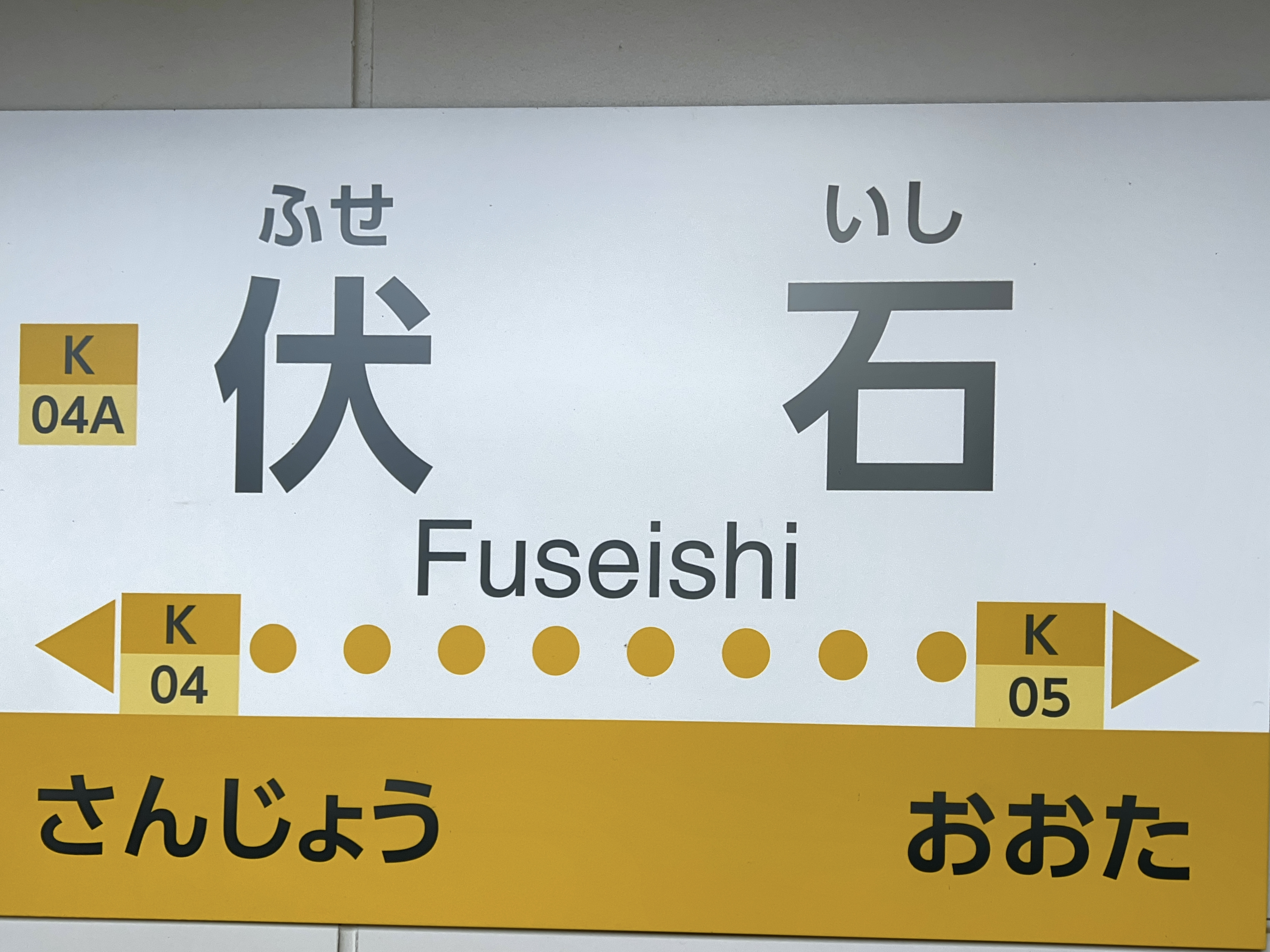
駅名標
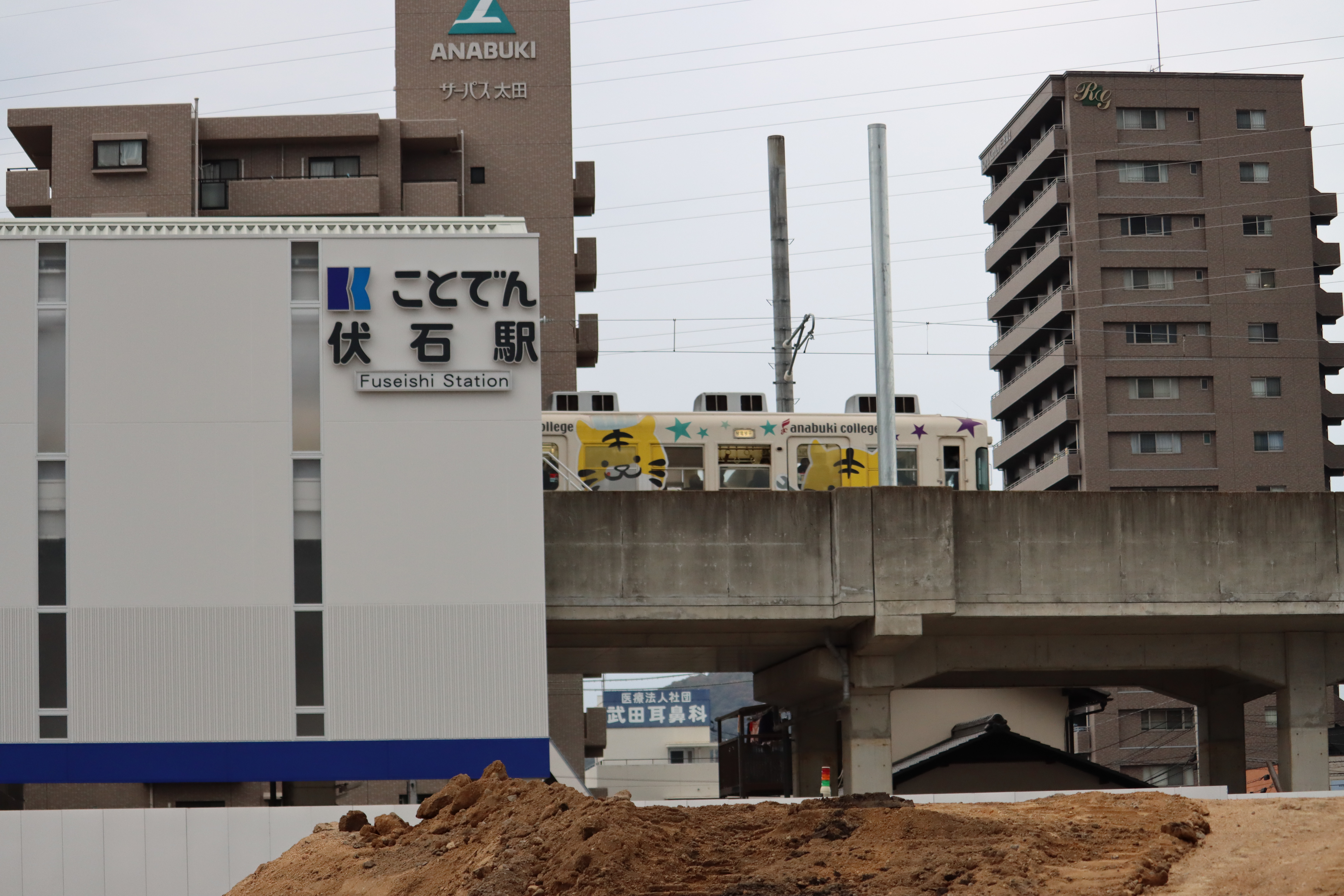
建設時